# FK Šumadija Aranđelovac
Fudbalski Klub Šumadija Aranđelovac (serb.: Фудбалски Клуб Шумадија Аранђеловац) – serbski klub piłkarski z siedzibą w Aranđelovacu (w okręgu szumadijskim). Został utworzony w 1929 roku. Obecnie występuje w Srpskiej lidze (3. poziom serbskich rozgrywek piłkarskich), w grupie Zapad. 

## Historia
W czasach Socjalistycznej Federacyjnej Republiki Jugosławii najwyższym poziomem rozgrywek piłkarskich w których "FK Šumadija" występował to rozgrywki Drugiej ligi SFR Јugoslavije, gdzie klub występował 11 sezonów: 1955/56-56/57 i 1971/72-79/80.
W czasach Federalnej Republiki Jugosławii najwyższym poziomem rozgrywek piłkarskich w których "FK Šumadija" występował to rozgrywki Drugiej ligi SR Јugoslavije, gdzie klub występował 2 sezony: 1996/97 i 1997/98.

## Stadion
Klub rozgrywa swoje mecze domowe na stadionie Stadion Gradski w Aranđelovacu, który może pomieścić 5.000 widzów.

## Sezony
| Sezon                          | Liga                          | Poziom | Miejsce |
| Federalna Republika Jugosławii |                               |        |         |
| 1999/00                        | Srpska liga (Grupa Morava)    | III    | 4       |
| 2000/01                        | Srpska liga (Grupa Morava)    | III    | ?       |
| 2001/02                        | Srpska liga (Grupa Morava)    | III    | 9       |
| 2002/03                        | Srpska liga (Grupa Morava)    | III    | 3       |
| Serbia i Czarnogóra            |                               |        |         |
| 2003/04                        | Srpska liga (Grupa Zapad)     | III    | 17      |
| 2004/05                        | Zonska liga (Šumadijska zona) | IV     | 8       |
| 2005/06                        | Zonska liga (Šumadijska zona) | IV     | 4       |
| Serbia                         |                               |        |         |
| 2006/07                        | Zonska liga (Šumadijska zona) | IV     | 5       |
| 2007/08                        | Zonska liga (Grupa Morava)    | IV     | 5       |
| 2008/09                        | Zonska liga (Grupa Morava)    | IV     | 2       |
| 2009/10                        | Srpska liga (Grupa Zapad)     | III    | 11      |
| 2010/11                        | Srpska liga (Grupa Zapad)     | III    | 9       |
| 2011/12                        | Srpska liga (Grupa Zapad)     | III    | 12      |
| 2012/13                        | Srpska liga (Grupa Zapad)     | III    | 5       |
| 2013/14                        | Srpska liga (Grupa Zapad)     | III    | 12      |
| 2014/15                        | Srpska liga (Grupa Zapad)     | III    | 9       |
| 2015/16                        | Srpska liga (Grupa Zapad)     | III    | 14      |
| 2016/17                        | Zonska liga (Grupa Dunav)     | IV     | 3       |
| 2017/18                        | Srpska liga (Grupa Zapad)     | III    | 5       |
| 2018/19                        | Srpska liga (Grupa Zapad)     | III    | 7       |
| 2019/20                        | Srpska liga (Grupa Zapad)     | III    | 17 *    |
| 2020/21                        | Srpska liga (Grupa Zapad)     | III    | ?       |

 * Z powodu sytuacji epidemicznej związanej z koronawirusem COVID-19 rozgrywki sezonu 2019/2020 zostały zakończone po rozegraniu 19 kolejek.

## Sukcesy
- 3. miejsce Drugiej ligi SFR Јugoslavije – Grupa Istok (1x): 1973.
- mistrzostwo Srpskiej republičkiej ligi – Grupa Jug (III liga) (1x): 1971 (awans do Drugiej ligi SFR Јugoslavije).
- mistrzostwo Srpskiej republičkiej ligi (III liga) (1x): 1954 (brak awansu do Drugiej ligi SFR Јugoslavije, po przegranych barażach).
- 1955 (awans do Drugiej ligi SFR Јugoslavije).
- 1996 (awans do Drugiej ligi SR Јugoslavije).
- 1991 (awans do Međurepubličkiej ligi SFR Јugoslavije).
- wicemistrzostwo Zonskiej ligi – Grupa Morava (IV liga) (1x): 2009 (awans do Srpskiej ligi).
- 3. miejsce Zonskiej ligi – Grupa Dunav (IV liga) (1x): 2017 (awans do Srpskiej ligi).